# Johannes von Hoym
Johann von Hoym († 11. April 1437) regierte von 1420 bis 1437 als Bischof von Halberstadt.

## Leben
Johann von Hoym stammte aus dem Adelsgeschlecht Hoym, zu jeder Zeit Ministeriale der Fürsten von Anhalt. Sein Studium führte ihn nach Prag, wo er sich als Angehöriger der Sächs. Nation (natio Saxonum) im Jahr 1406 als „Joannes de Hoxm“ in der Matrikel der Prager Juristenfakultät findet. Erstmals wird er 1408 als Halberstädter Domherr erwähnt, seit 1414 als Domkämmerer und 1418 war er Scholasticus (Leiter der Domschule). Bis 1419 war er auch Propst des Stifts St. Paul in Halberstadt. Er wurde vermutlich im Herbst 1419 zum Bischof von Halberstadt gewählt und am 4. Dezember 1419 bestätigt.
Er war in seiner Amtszeit in kriegerische Auseinandersetzungen mit Herzog Bernhard von Braunschweig und den Herren von Aschersleben verwickelt. Er schloss allerdings auch Bündnisse mit Halberstadt, Quedlinburg, Aschersleben, Erfurt, Mühlhausen und Nordhausen.
Wegen der starken Verschuldung innerhalb der Stadt Halberstadt entstanden von 1423 bis 1425 innerstädtische Unruhen, die so genannte „Halberstädter Schicht“ (Schicht = Das Geschehene) unter der Führung der Familie Hadeber. Mit Matthias von Hadeber, genannt der „Lange Matz von Halberstadt“, an der Spitze, vertrieb ein Teil der Handwerkszünfte den bisherigen Stadtrat und setzte einen neuen ein. Der Bischof und verbündete sächsische Städte unterstützen jedoch den alten Stadtrat. Nach Belagerung und Einnahme der Stadt wurden Hadeber und drei der neuen Stadträte hingerichtet. Durch eine neue Stadtverfassung, die bis 1720 Bestand haben sollte, gelang nachfolgend ein Ausgleich zwischen den städtischen Gruppen.
Der Bischof starb am 11. April 1437 (nach anderen Quellen bereits am 8. April) und wurde im Chorumgang des Halberstädter Doms vor der Chorscheitelkapelle begraben. Sein Grabstein wurde spätestens in der 1. Hälfte des 19. Jahrhunderts bei Umpflasterungsarbeiten zerstört, die Grabstelle ist aber durch eine aus dem 15. Jahrhundert stammende Ritzinschrift in der Chorwand noch lokalisierbar.